# Escuela de Cine de Londres
La Escuela de Cine de Londres (en inglés: London Film School) es una escuela de cine sin fines de lucro en Londres, que está situada en una antigua cervecería en Covent Garden, Inglaterra, cerca de un centro de la industria cinematográfica del Reino Unido con sede en el Soho. 

## Historia
La LFS fue fundada en 1956 por Gilmore Roberts como la London School of Film Technique en Brixton y más tarde se trasladó a la calle Charlotte, convirtiéndose en la Escuela de Cine de Londres bajo la dirección de Bob Dunbar.  De 1971 a 2000 se le conoció como la Escuela Internacional de Cine de Londres y retomó su nombre London Film School en 2001.